# Phyllis Allen
Phyllis Allen (ur. 25 listopada 1861, zm. 26 marca 1938) – amerykańska aktorka filmów niemych, stale współpracowała z Charlie Chaplinem, z którym była związana przez kilka lat. Wystąpiła w jego 10 filmach.

## Filmografia
- 1914: Zabawny romans Charliego i Loloty
- 1914: Charlie i Mabel na spacerze - żona
- 1914: Charlie piekarczykiem - klientka
- 1914: Charlie i Fatty bawią się - żona Charliego
- 1914: Hello, Mabel - kobieta w korytarzu
- 1914: Charlie jest tatusiem - żona Ambrose'a
- 1914: Charlie i Mabel na spacerze - żona
- 1915: Charlie w Music-Hallu
- 1917: Charlie ucieka
- 1922: Dzień zapłaty
- 1923: Pielgrzym